# Cerovnik
Cerovnik je vesnice v Chorvatsku v Karlovacké župě, spadající pod opčinu Josipdol. Nachází se asi 4 km jihovýchodně od Josipdolu. V roce 2011 zde žilo 144 obyvatel.
Sousedními vesnicemi jsou Munjava, Munjava Modruška a Vojnovac.